# Ossi Blomqvist
Ossian Olavi „Ossi“ Blomqvist (12. května 1908 Helsinky – 3. října 1955 Helsinky) byl finský rychlobruslař.
Od roku 1924 se účastnil juniorských finských šampionátů, na mezinárodní scéně debutoval na Mistrovství Evropy 1927. Zúčastnil se Zimních olympijských her 1928 (5000 m – 10. místo, 10 000 m – v průběhu jízd byl závod zrušen kvůli oblevě). V letech 1929 a 1930 se stal finským šampionem. Z ME 1931 a 1932 si přivezl stříbrné medaile, na Mistrovství světa 1932 se umístil na páté příčce, což je jeho nejlepší umístění v této soutěži. Startoval také na ZOH 1932 (1500 m, 5000 m, 10 000 m – ve všech závodech skončil v rozjížďkách) a 1936 (500 m – 19. místo, 1500 m – 9. místo, 5000 m – 6. místo, 10 000 m – 5. místo), o několik dní později se potřetí stal mistrem Finska. Sportovní kariéru ukončil po sezóně 1936/1937.